# Žarko Lukić
Žarko Lukić (Esch-sur-Alzette, 22 maggio 1983) è un ex calciatore lussemburghese, di ruolo attaccante.

## Carriera

### Club
Ha giocato nella prima divisione lussemburghese.

### Nazionale
Nel 2008 ha giocato 2 partite nella nazionale lussemburghese.

## Palmarès
- Campionato lussemburghese: 2

F91 Dudelange: 2007-2008
Fola Esch: 2014-2015